# Jayce Olivero
Jayce Lee Mascarenhas-Olivero (Gibraltar, 2 de julio de 1998) es un futbolista gibraltareño. Juega de defensa y su equipo es el St. Joseph's F. C. de la Liga Nacional de Gibraltar. Es internacional absoluto por la selección de Gibraltar desde 2016.

## Trayectoria
Formado en las inferiores del Lions Gibraltar F. C., debutó con el primer equipo en la temporada 2014-15 con 16 años.
El 30 de agosto de 2023 firmó por el F. C. Helsingør de la Primera División de Dinamarca.

## Selección nacional
Debutó con la selección de Gibraltar el 23 de marzo de 2016 ante Liechtenstein.

## Clubes
| Club                  | País       | Año           |
| --------------------- | ---------- | ------------- |
| Lions Gibraltar F. C. | Gibraltar  | 2013-2016     |
| Abingdon United F. C. | Inglaterra | 2016-2019     |
| Europa F. C.          | Gibraltar  | 2019-2023     |
| F. C. Helsingør       | Dinamarca  | 2023          |
| St. Joseph's F. C.    | Gibraltar  | 2024-presente |

## Palmarés

### Títulos nacionales
| Título          | Club         | País      | Año  |
| --------------- | ------------ | --------- | ---- |
| Rock Cup        | Europa F. C. | Gibraltar | 2019 |
| Copa Pepe Reyes | Europa F. C. | Gibraltar | 2019 |
| Copa Pepe Reyes | Europa F. C. | Gibraltar | 2021 |